# Nathalie Henry
Nathalie Henry est une femme jockey et driver française née à Pabu dans les Côtes-d'Armor le 10 mai 1979.

## Biographie
Elle poursuit de solides études mais la passion du cheval est la plus forte (elle voulait à l'origine être professeur de sport). C'est chez son père Louis Henry que Nathalie effectue son apprentissage, puis elle travaille pour l'entraîneur Bernard Desmontils.
En remportant le Prix du Président de la République en 2004 avec Migraine, elle devient la première femme jockey de l'histoire du trot monté à remporter un groupe I. Helen Johansson, la Suédoise, avait été, en 1995, la première femme driver à s'imposer dans le Prix d'Amérique avec Ina Scot.
Au 12 mai 2011, Nathalie Henry compte dans les deux disciplines (monté et attelé) 339 victoires, dont cinq dans des courses du groupe I.
Elle est la compagne de Matthieu Abrivard. Le couple a une fille et un garçon. Après la naissance de ce dernier, Nathalie Henry interrompt sa carrière au haut niveau. Elle la reprend au début du meeting d'hiver de Vincennes 2021-2022 et se classe notamment 3e du Prix du Calvados. Elle remporte sa 400e victoire le 8 novembre 2022, cap qu'elle s'était fixé comme limite à sa carrière, mais qu'elle déclare souhaiter dépasser finalement quelque peu.

## Principales victoires

### France

#### Groupe I
- Prix du Président de la République - 2 - Migraine (2004), Paddy du Buisson (2007)
- Prix des Centaures - 2 - Paddy du Buisson (2007), Vision Intense (2013)
- Prix de Normandie - 1 - Mirza du Vivier (2005)
- Prix de Vincennes - 1 - Vision Intense (2012)

#### Groupe II
- Prix Lavater Migraine (2004), Paddy du Buisson (2007), Vision Intense (2013), À Nous Deux (2014)
- Prix René Palyart Migraine (2004), Nottingham Forest (2005),  À Nous Deux (2014)
- Prix Louis Le Bourg Migraine (2004), À Nous Deux (2014)
- Prix Henri Ballière Migraine (2004), Viking du Buisson (2013)
- Prix Ali Hawas Postania de Viette (2006), Symphonie du Bois (2009)
- Prix Holly du Locton Postania de Viette (2006), Symphonie du Bois (2009)
- Prix Reynolds Olimède (2007), Marathon Man (2008)
- Prix Jules Lemonnier Marathon Man (2008), Paola de Lou (2009)
- Prix Philippe du Rozier Trotting Race (2011), Vision Intense (2013)
- Prix Paul Bastard Trotting Race (2012), Vision Intense (2014)
- Prix de Pardieu Vision Intense (2013), À Nous Deux (2014),
- Prix de l'Île-de-France Vasterbo Daylight (2005)
- Prix Hémine Olita Barbés (2005)
- Prix Edmond Henry Mirza du Vivier (2005)
- Prix Joseph-Lafosse Nepeta (2006)
- Prix Édouard Marcillac Pacifique Gédé (2006)
- Prix Céneri Forcinal Paola de Lou (2007)
- Prix de Londres Oulka Vilhena (2007)
- Prix Olry-Roederer Paola de Lou (2007)
- Prix Théophile Lallouet Marathon Man (2008)
- Prix Raoul Ballière Surabaya Jiel (2009)
- Prix Émile Riotteau Trotting Race (2011)
- Prix Camille Blaisot Vision Intense (2014)
- Prix Léon Tacquet Vision Intense (2014)
- Prix Louis Forcinal Vision Intense (2014)